# Txarakh
Txarakh (en rus: Чарах) és un poble del Daguestan, a Rússia, que en el cens del 2010 tenia 2 habitants. Pertany al districte rural de Gunib.